# 图基诺峰
图尔基诺峰（西班牙語：Pico Turquino）是古巴的最高点，位于古巴东南部圣地亚哥省的马埃斯特腊山脉。海拔1974m。
占地229.38平方（88.56平方英里）的格拉玛号登陆国家公园建立在山峰的周边。